# Al Corley
Pour les articles homonymes, voir Corley.
Al Corley, né le 22 mai 1956 à Wichita (Kansas), est un comédien, chanteur et producteur américain. Il a notamment joué dans le feuilleton Dynastie, le rôle de Steven Carrington, le premier rôle dans une série télévisée qui incarne un personnage homosexuel. Il a interprété Steven Carrington dans les deux premières saisons de la série, en 1981-1982 et le début de la saison 3, avant d'abandonner son rôle au profit de l'acteur Jack Coleman (à partir de l'épisode 9 de la saison 3) ; il a repris le rôle dans « La Réunion », le téléfilm final de la série Dynastie.
Il a aussi enregistré trois albums dans les années 1980, dont l'un d'eux - le premier - se signale par les succès de ses singles (dans la veine synthpop/new wave) Square Rooms, numéro 1 en France et au Top 20 dans de nombreux pays d'Europe continentale et en Amérique du Sud en 1984/1985, et Cold dresses, tube classé au Top 5 en France, également en 1985. Mais ses singles et albums suivants rencontrèrent beaucoup moins de succès ; notons tout de même le titre Face to Face en 1986 qui rentra brièvement dans le Top 50 français et dans le Top 75 allemand.
Il est également le producteur d'une quinzaine de films, dont Edmond (2005), Derrière le masque (2006), You Kill Me (2007) ou Irish Gangster (2011).
Marié en 1989  à l'actrice Jessika Cardinahl, une allemande qu'il a rencontrée en 1984, il divorce en 1999, il a 3 enfants : Sophie Elena en 1986 qui est handicapée de naissance, Ruby Cardinahl en 1989 et Clyde Nikolai Corley en 1992.

## Filmographie
- 1979-Women at West Point (TV)
- 1979-L'école des dragueuses
- 1979-And baby makes six (TV)
- 1979-ABC afterschool specials
- 1980-Une femme libérée (TV)
- 1980-La croisière s'amuse (TV)
- 1981-Honky Tonk Freeway
- 1981-1983-Dynastie (TV, 37 épisodes)
- 1983-Bare essence (TV)
- 1984-Enfer au bout de la ligne
- 1985-Alpha City
- 1986-Incident at Channel Q
- 1990-Hard days, hard nights
- 1991-Dynastie, la réunion (TV, 2 épisodes)
- 1992-Otto, der Liebesfilm
- 1994-Don Juan de Marco
- 1994-Attirance fatale (TV)
- 2001-Cowboy up
- 2003-Le casse
- 2005-Bigger than the sky
- 2007-You kill me
- 2009-Stolen lives
- 2011-Kill the Irishman
- 2021-Ice road

## Discographie principale
- (Source : collections Alan O'Dinam)
- 1er 33 tours ou CD : Square Rooms (1984)
- Face 1 :

- Square rooms
- Cold dresses
- Lie detector
- Ain't it true
- Over me
- Face 2 :

- Hungry for your love
- One of a kind
- Answers and solutions
- Don't play with me
- Give it up
- 2ème 33 tours ou CD : Riot of colors (1986)
- Face 1 :

- Face to face
- Havanna blue
- House of courage
- Waste of time
- After the fall
- Face 2 :

- One man for one woman
- Show her everything
- Laughing after
- Fela
- 3ème 33 tours ou CD : The big pictures (1988)
- Face 1 :

- Where are the children ?
- My o my
- Sad man on a red rock
- Tall girls
- Real life
- Face 2 :

- Floating now
- Land on the giants
- Tell me
- At a time like this
- Give me a chance

### Producteur
- 2014 : L'Affaire Monet (The Forger) de Philip Martin
- 2021 : The Ice Road de Jonathan Hensleigh